# Ćuštica
Ćuštica (en serbe cyrillique : Ћуштица) est un village de Serbie situé dans la municipalité de Knjaževac, district de Zaječar. Au recensement de 2011, il comptait 167 habitants.

## Démographie
| 1948  | 1953  | 1961  | 1971 | 1981 | 1991 | 2002 | 2011 |
| ----- | ----- | ----- | ---- | ---- | ---- | ---- | ---- |
| 1 280 | 1 296 | 1 171 | 952  | 647  | 406  | 253  | 167  |

|  |